# شهرستان کالاوی (میزوری)
شهرستان کالاوی، میزوری (به انگلیسی: Callaway County, Missouri) یک سکونتگاه مسکونی در ایالات متحده آمریکا است که در میزوری واقع شده‌است.